# Eparchie Sokal-Schowkwa

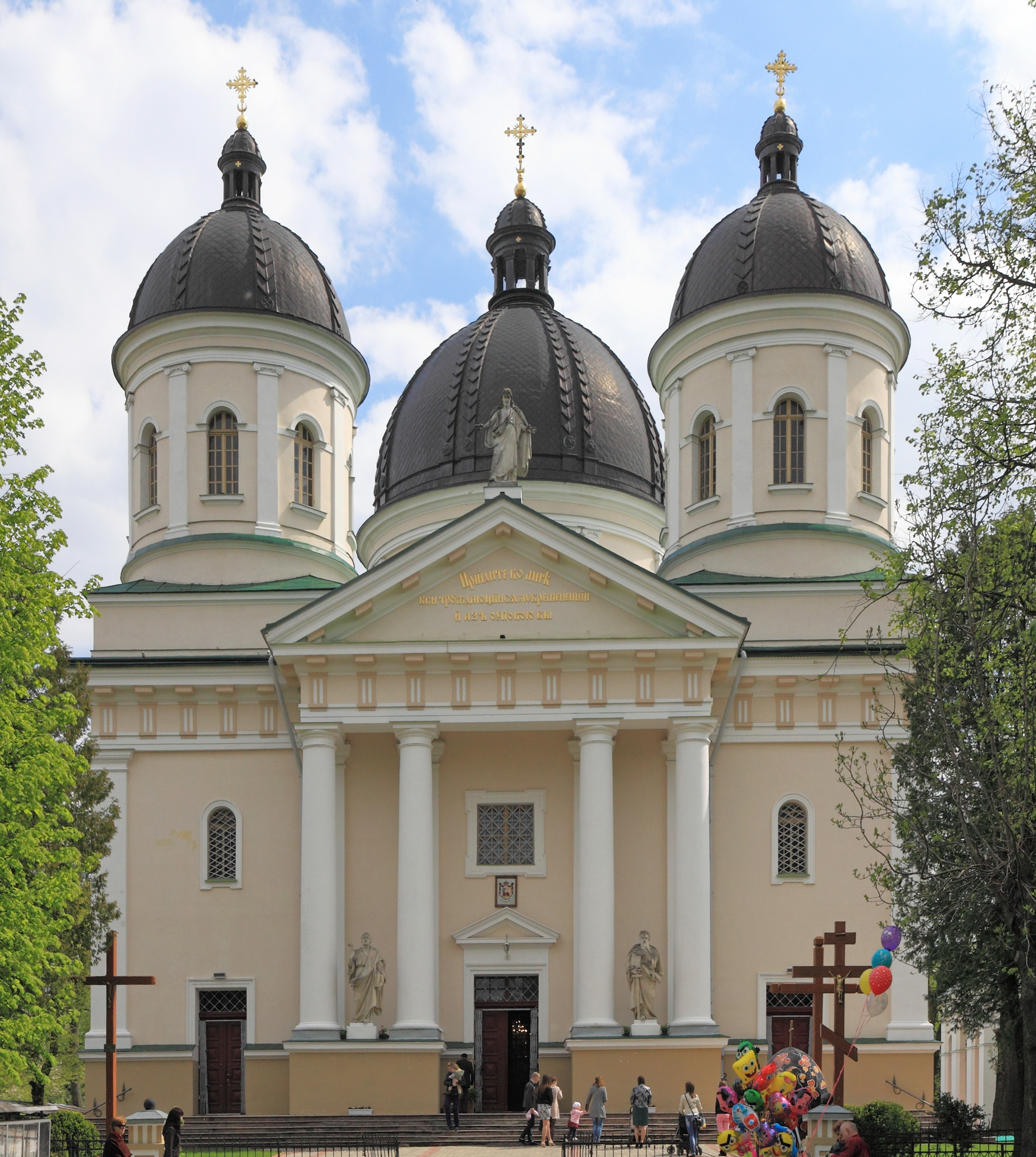
Kathedrale Sankt Peter und Paul

Die Eparchie Sokal-Schowkwa (lateinisch Eparchia Socaliensis-Zhovkviesis, ukrainisch Сокальсько-Жовківська єпархія Sokalsko-Schowkiwska jeparchija) ist eine in der Ukraine gelegene Eparchie der ukrainisch griechisch-katholischen Kirche mit Sitz in Sokal. Es umfasst sechs Rajone der Oblast Lwiw. Das Gebiet ist im Nordwesten der Karte unten lila dargestellt.

## Geschichte
Die Eparchie Sokal wurde am 21. Juli 2000 aus Gebietsabtretungen der Erzeparchie Ternopil und der Erzeparchie Lemberg, dem es auch als Suffraganbistum unterstellt wurde, errichtet. Erster Ortsordinarius war bis zum Oktober 2024 Mychajlo Koltun CSsR. Am 20. September 2006 nahm die Eparchie den Namen Sokal-Schowkwa an.

## Bischöfe
- Mychajlo Koltun CSsR, 2000–2024
- Petro Loza CSsR, seit 2024